# Lenguado a la meunière
Lenguado a la meunière (denominado también como lenguado a la molinera) es una preparación de lenguado típica de la cocina francesa, llamada à la meunière. El plato se sirve caliente acompañado por regla general de unas patatas cocidas y generalmente decorado con perejil y unos luquetes de limón.

## Características
Se trata de una preparación de lenguados que previamente se pelan y se enharinan con harina de trigo. Posteriormente se fríen a fuego suave en mantequilla caliente hasta conseguir una mantequilla noisette y que los lenguados queden dorados con una textura crujiente por ambos lados. Al final de la preparación se añade un chorrito de zumo de limón y perejil a la mantequilla de la sartén que se vierte sobre los lenguados.

## Curiosidades
- Este plato aparece en el menú del famoso Café de Rick de la película Casablanca.[cita requerida]